# 台中廳長
台中廳長是台灣日治時期明治34年（1901年）11月－大正9年（1920年）7月間大台中地區的地方統治者。該行政區劃之台中廳，即今大台中地區。

## 歷任
- 小林三郎 	1901年11月－1902年6月13日
- 岡本武輝 	1902年6月13日－1906年9月8日
- 佐藤謙太郎 	1906年9月8日－1909年10月11日
- 枝德二 	1909年10月11日－1915年12月
- 三村三平 	1915年－1919年4月8日
- 加福豐次 	1919年4月8日－1920年9月1日